# Ulisse Gobbi
Ulisse Gobbi (Milano, 10 gennaio 1859 – Genova, 21 marzo 1940) è stato un economista e matematico italiano, fu rettore dal 1930 al 1934 dell'Università Bocconi e presidente dell'Istituto lombardo di scienze e lettere.

## Opere
- Il lavoro e la sua retribuzione : studio sulla questione sociale, Milano, U. Hoepli, 1881.
- La concorrenza estera e gli antichi economisti italiani, Milano, U. Hoepli, 1884.
- Compendio di economia politica, Torino, UTET, 1887.
- L'economia politica negli scrittori italiani dei secc. XVI-XVII, Milano, U. Hoepli, 1889.
- L'assicurazione in generale, Milano, Hoepli, 1897; nuova ed. 1938.
- Le società di mutuo soccorso, Milano, Società Editrice Libraria, 1901.
- Elementi di economia, Milano, Federazione Italiana delle Biblioteche Popolari, 1912.
- Trattato di economia, Milano, Società editrice libraria, 1919.
- La cooperazione dall'economia capitalistica all'economia corporativa, Milano, Giuffré, 1932.
- Scritti vari di economia, Milano, Giuffré, 1934.
- Elementi di economia corporativa, 3. ed. degli Elementi di Economia Politica, Milano, U. Hoepli, 1935.